# Виничка област
Виничка област (укр. Вінницька область), позната и као Виничина (укр. Вінниччина), је једна од области Украјине. Главни град је Виница. Област је подељена на 27 рејона.

## Становништво
Већинско становништво су Украјинци, главни језик украјински, а главна религија православље.
| Националност | 1989. | 2001. | Матерњи језик    | 1989. | 2001. |
| Украјинци    | 91,5% | 94,9% | Украјински језик | 90,7% | 94,8% |
| Руси         | 5,9%  | 3,8%  | Руски језик      | 8,6%  | 4,7%  |
| Пољаци       | 0,4%  | 0,2%  | остали језици    | 0,8%  | 0,5%  |
| Белоруси     | 0,3%  | 0,2%  |                  |       |       |
| Јевреји      | 0,4%  | 0,2%  |                  |       |       |
| Молдавци     | 0,2%  | 0,1%  |                  |       |       |
| Јермени      | 0,0%  | 0,1%  |                  |       |       |
| остали       | 0,3%  | 0,3%  |                  |       |       |